# Grömitz
Grömitz ist eine Gemeinde im Kreis Ostholstein in Schleswig-Holstein. Der Gemeindename wurde entlehnt von dem gleichnamigen Seeheilbad an der Lübecker Bucht, dem einwohnerstärksten Ortsteil der Gemeinde.

## Geographie

### Geographische Lage
Das Gemeindegebiet von Grömitz erstreckt sich entlang des nordwestlichen Uferbereichs der Lübecker Bucht etwa zehn Kilometer nordöstlich von Neustadt in Holstein im südöstlichen Teilbereich der naturräumlichen Haupteinheit Ostholsteinisches Hügel- und Seenland (Nr. 702).

### Gemeindegliederung
Neben dem Seeheilbad gleichen Namens, gliedert sich die Gemeinde in die nachfolgend aufgeführten statistikamtlich festgestellten Wohnplätze:
- Dörfer: Brenkenhagen, Cismar, Grönwohldshorst, Guttau, Lenste, Nienhagen, Rüting und Suxdorf.
- Häusergruppen: Brunsteen, Cismarfelde, Goldberg, Hohenhorst, Karlsruh, Kattenberg, Klostersee, Klosterseeschleuse, Kolauerhof, Körnick, Lensterbek, Lensterstrand, Poggenpohl, Rittbruch, Rüting-Söhlen, Sandberg, Schleuse I, Stadtfurth, Vossberg.
- Hof/Höfe: Jasen, Krähenberg, Niehof, Wintersberg und Ziegelhof.
- Wasserwerk: Karkbrook,
- Haus: Hohelieth, Klockenhagen, Lenste, Alte Schule, Moorhof,
- Schöpfwerk: Schleuse II

Die Ortsteile Brenkenhagen, Nienhagen und Suxdorf (gemeinsam), sowie Cismar haben jeweils einen Ortsbeirat.

### Nachbargemeinden
Direkt angrenzende Gemeindegebiete von Grömitz sind:
| Kabelhorst. Manhagen | Riepsdorf                                   |                    |
|                      | Kompassrose, die auf Nachbargemeinden zeigt | Grube, Kellenhusen |
| Schashagen           |                                             |                    |

## Geschichte
Grömitz ist bereits seit 1813 Seebad und damit eines der ältesten an der Ostsee. Der Ort bietet außer der Kirche aus dem 13. Jahrhundert keine historisch bedeutsamen Stätten, die noch erkennbar sind.
Der Ortsname Grömitz entwickelte sich aus dem westslawischen Namen eines Baches. Es existierte ein mit einer Wallanlage befestigtes Dorf namens Groebeniz. Die Befestigung bestand zum größten Teil aus Holz und ist nicht erhalten. Später wurde die Wehranlage nach Oldenburg in Holstein verlegt. Dort können dort noch Reste dieser Wallanlage besichtigt werden. Ein Museum in Oldenburg vermittelt einen Eindruck der einstigen Bedeutung.

### Kirchen

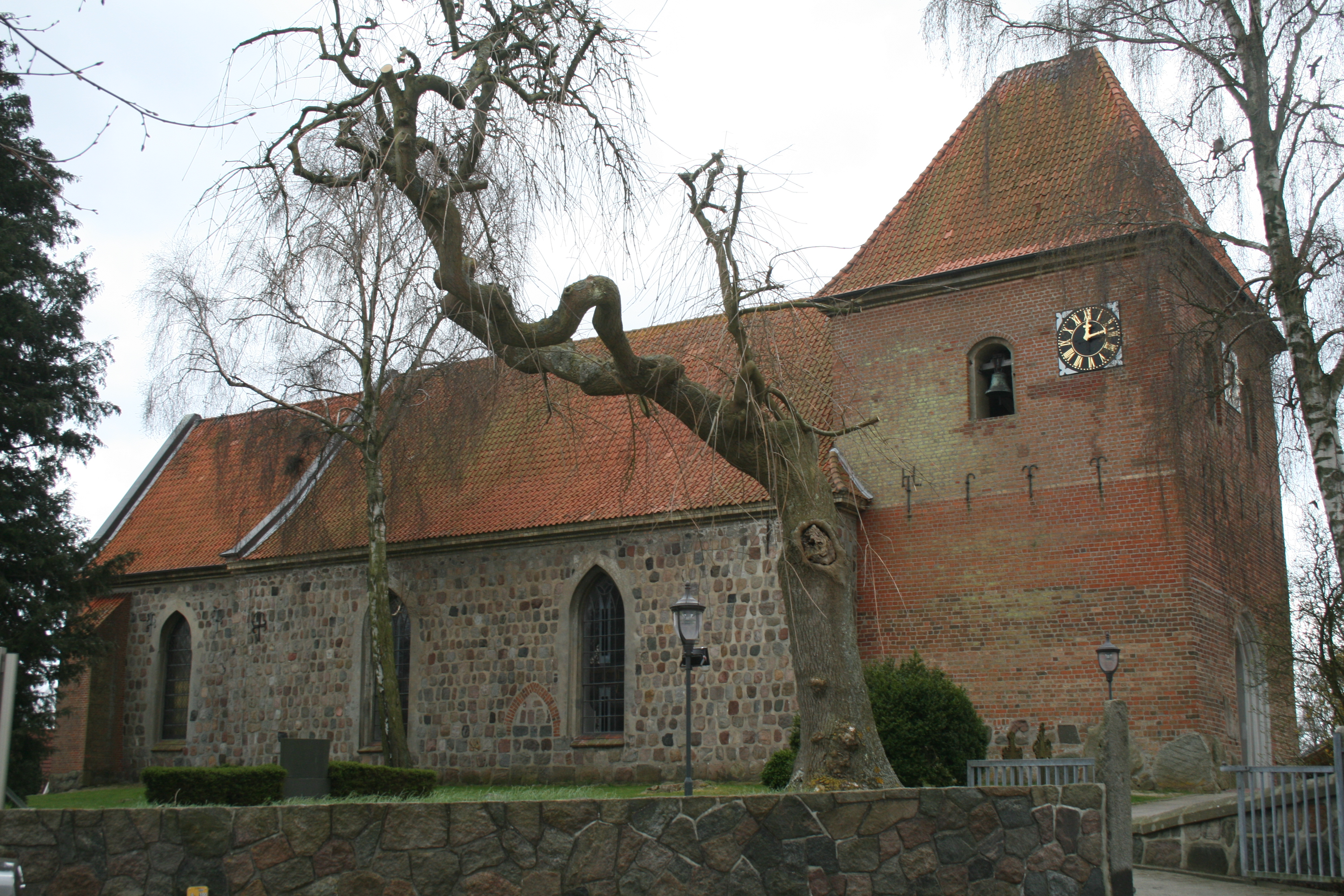
St. Nicolai (evang.-luth.)

Im Zuge der Missionierung der Wenden wurde um 1230 die Nikolaus von Myra geweihte Kirche errichtet. 1259 ist sie erstmals erwähnt im Verzeichnis der zum Bistum Lübeck gehörenden Kirchen. Zu dieser Zeit gehörte Grömitz den Rittern von Westensee, die es 1323 an das Benediktinerkloster Cismar verkauften. Während das einschiffige rechteckige Langhaus und der kastenförmige Chor im 13. Jahrhundert aus Findlingen erbaut wurden, kam der massive Turm aus Backstein im 15. Jahrhundert hinzu, als Grömitz Stadtrechte erhalten hatte.
Das Kloster Cismar, das heute im Gemeindegebiet liegt, stellte vor der Einführung der Reformation in Grömitz 1560 einen wichtigen Wallfahrtsort für die Bevölkerung Nordeuropas dar durch die Johannes-Heilquelle und eine Blut-Christi-Reliquie. Die geistige Bedeutung des Klosters lässt sich heute in der dänischen Staatsbibliothek erahnen, die viele bedeutende Werke beheimatet, die ursprünglich aus dem Kloster Cismar stammen. In einem Flügel des teilweise erhaltenen Klosters befindet sich eine Außenstelle des Schleswig-Holsteinischen Landesmuseums.
Die ab 1961 erbaute katholische St.-Bonifatius-Kirche wurde 2024 wieder geschlossen.

### Hafen

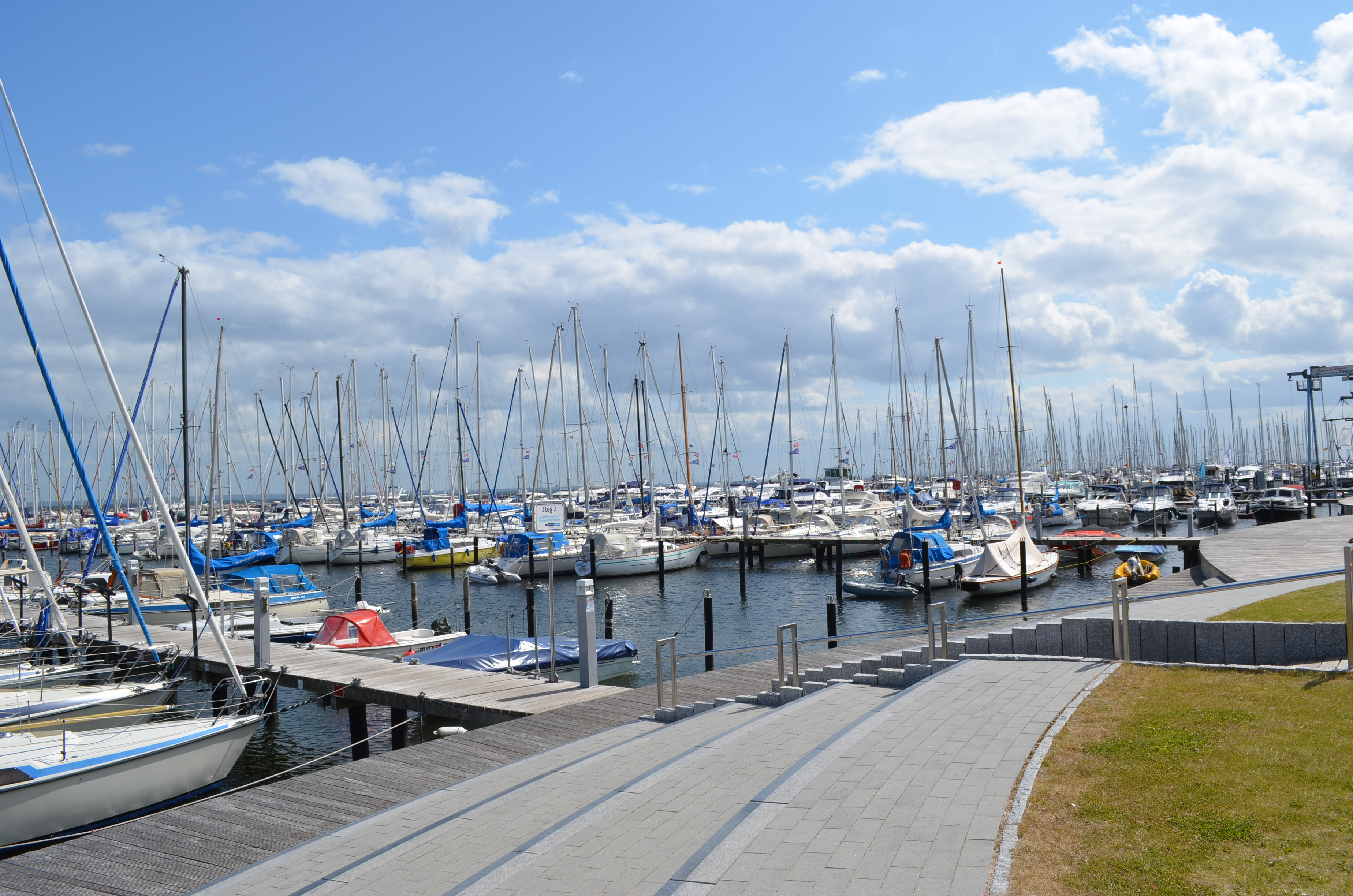
Jachthafen im Süden der Gemeinde

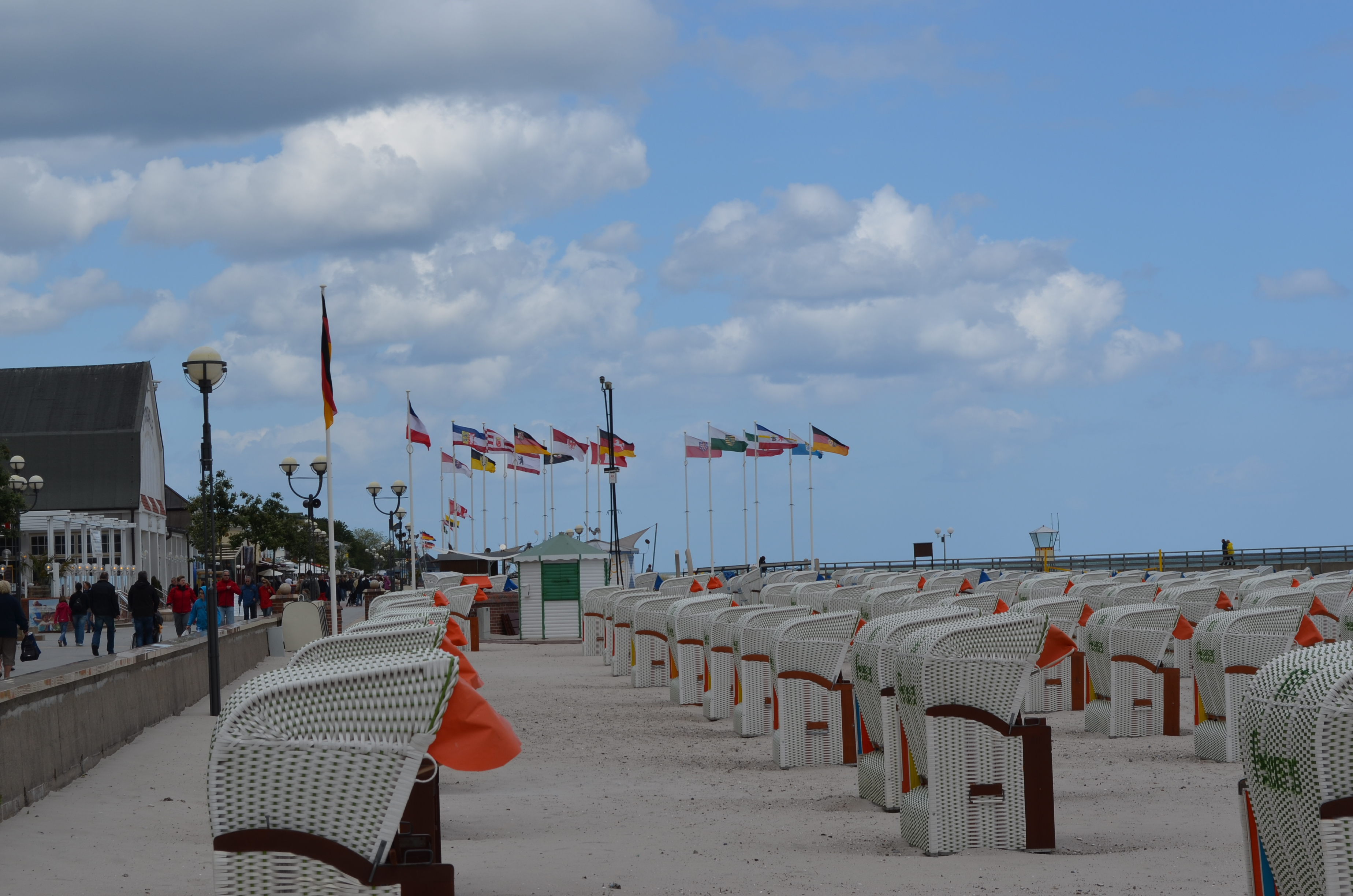
Strandpromenade

Grömitz besaß bereits um 1400 einen seegängigen Hafen und trieb Handel mit an der Trave gelegenen Häfen. Lübeck, Travemünde, Oldesloe und auch dänische Städte zählten zu den Haupthandelsplätzen Grömitzer Schiffe. Begünstigt wurde der Hafen durch natürliche Sandbänke wie den Walkyriengrund. Der Hafen versandete im 17. Jahrhundert, womit der Fernhandel wieder an Bedeutung verlor. Ende der 1960er Jahre wurde südlich des bebauten Teils ein moderner Yachthafen gebaut.
Die zwölf Kilometer südwestlich gelegene Nachbarstadt Neustadt ist eng mit der wirtschaftlichen Geschichte von Grömitz verbunden. Bereits zur Hansezeit stellte der Hafen von Neustadt eine wichtige Anlaufstelle für holländische und dänische Schiffe dar. Schiffe der Hanse (universos mercatores de hansa Theutonicorum) liefen den Neustädter Hafen nur sehr selten an, weil Neustadt nicht zur Hanse gehörte, aber Lübsches Recht hatte. Dieses machte die Stadt für holländische Kauffahrer und auch für die Vitalienbrüder interessant, weil keine Stapelrechte zu beachten waren. Die Haupteinnahmequellen von kleinen Dörfern wie Grömitz waren die Landwirtschaft (gestützt durch das Kloster Cismar) und die Fischerei. Somit leisteten auch kleine Ortschaften wie Grömitz einen Anteil an einem der Haupthandelsgüter der Hanse – gesalzener Hering in Fässern, die aus dem Neustädter Hafen exportiert wurden.

### Tourismus
Christian Westphal förderte als ehrenamtlicher Bürgermeister von Grömitz (Amtszeit von 1896 bis 1924) den Tourismus. Als Baumeister errichtete er Hotels und Pensionen. Ihm zu Ehren wurde ein Brunnen an der Promenade gestiftet. Seit 1949 gilt Grömitz als Ostseeheilbad.

## Politik
Seit dem 1. Januar 2007 bildet Grömitz eine Verwaltungsgemeinschaft mit den drei Gemeinden Dahme, Grube und Kellenhusen (Ostsee) aus dem ehemaligen Amt Grube, für die Grömitz die Verwaltungsgeschäfte mit durchführt. Es existiert weiterhin eine Rathausaußenstelle in Grube.

### Gemeindevertretung
Nach der Kommunalwahl 2023 teilen sich die 21 Sitze wie folgt auf:

Logo der Gemeinde für die Öffentlichkeitsarbeit

| Gemeindevertretungswahl Grömitz 2023 %50403020100 42,9 %28,4 %19,7 %9,0 % CDUFWVSPDFDPGewinne und Verlusteim Vergleich zu 2018 %p 8 6 4 2 0 −2 −4 −6+1,3 %p+6,7 %p−2,4 %p−5,6 %pCDUFWVSPDFDP | Sitzverteilung in der Gemeindevertretung Grömitz seit 2023Insgesamt 21 Sitze - SPD: 4 - FWG: 6 - FDP: 2 - CDU: 9 |

### Kreistag
Bei der Kommunalwahl 2018 gewann Benedict Küpker (CDU) das Direktmandat des Wahlkreises 6 (Grömitz/Kellenhusen/Dahme) mit 38,1 %.
Bei der Kommunalwahl 2023 gewann Benedict Küpker erneut das Direktmandat für die CDU mit 44,9 %, dies war kreisweit das beste Ergebnis.

### Wappen
Blasonierung: „Gespalten. Vorn in Rot ein halbes silbernes Nesselblatt, hinten in Silber ein halber schwarzer Adler am Spalt mit goldener Bewehrung und goldenem Nimbus.“

### Partnerschaften
- Kühlungsborn
- Nienhagen (beide im Landkreis Rostock, Mecklenburg-Vorpommern)
- Patenstadt des Minenjagdboots M1064 Grömitz vom 3. Minensuchgeschwader

## Kultur und Sehenswürdigkeiten

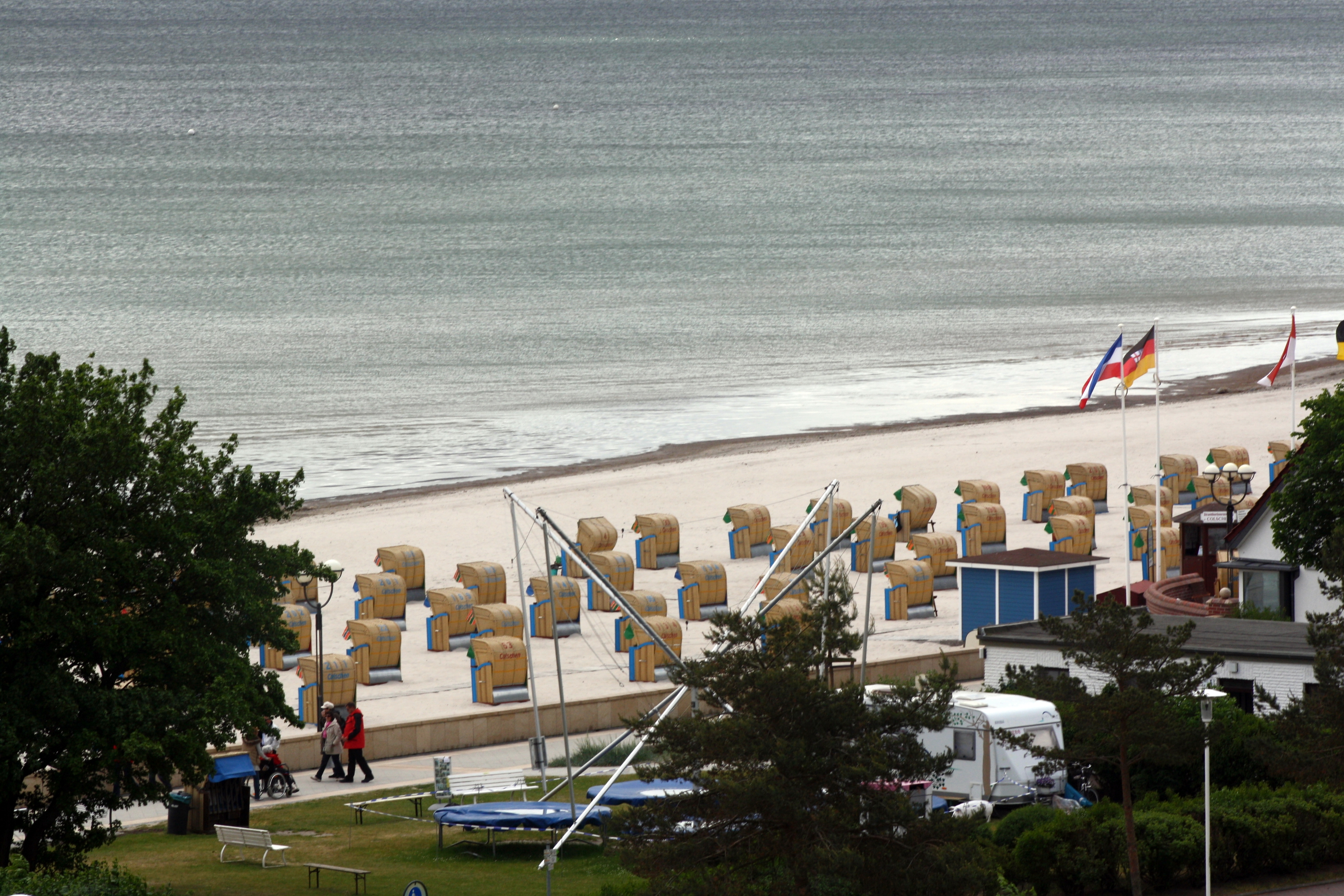
Der Strand

Die wichtigste Sehenswürdigkeit ist das Klosterdorf Cismar. Mit 398 Metern ist die Seebrücke eine der längsten Deutschlands. Am Kopf befindet sich eine im Jahr 2009 errichtete Tauchgondel, die für Touristen zugänglich ist. Es gibt zahlreiche Fischbuden und Restaurants.
Im Gemeindegebiet liegt der Zoo Arche Noah, der drei Liger hielt. Das letzte Tier wurde im Februar 2008 eingeschläfert. Als weitere kulturelle Einrichtung des Ortes bietet das Kino in Grömitz ganzjährig ein Filmprogramm. Das Kino wurde unter der Leitung von Monika Westphal in den Jahren 2012 bis 2023 jedes Jahr für ein „Hervorragendes Kinder- und Jugendprogramm“ vom Beauftragten der Bundesregierung für Kultur und Medien ausgezeichnet. In den Jahren 2013 bis 2023 war es Preisträger des Kinopreises Schleswig-Holstein für „Kontinuierlich gute Kinoarbeit“.

## Sport
Der bekannteste Sportverein der Gemeinde ist die HSG Ostsee N/G, eine Handballspielgemeinschaft mit der Stadt Neustadt in Holstein, deren erste Herrenmannschaft seit der Saison 2018/19 in der 3. Liga spielt.

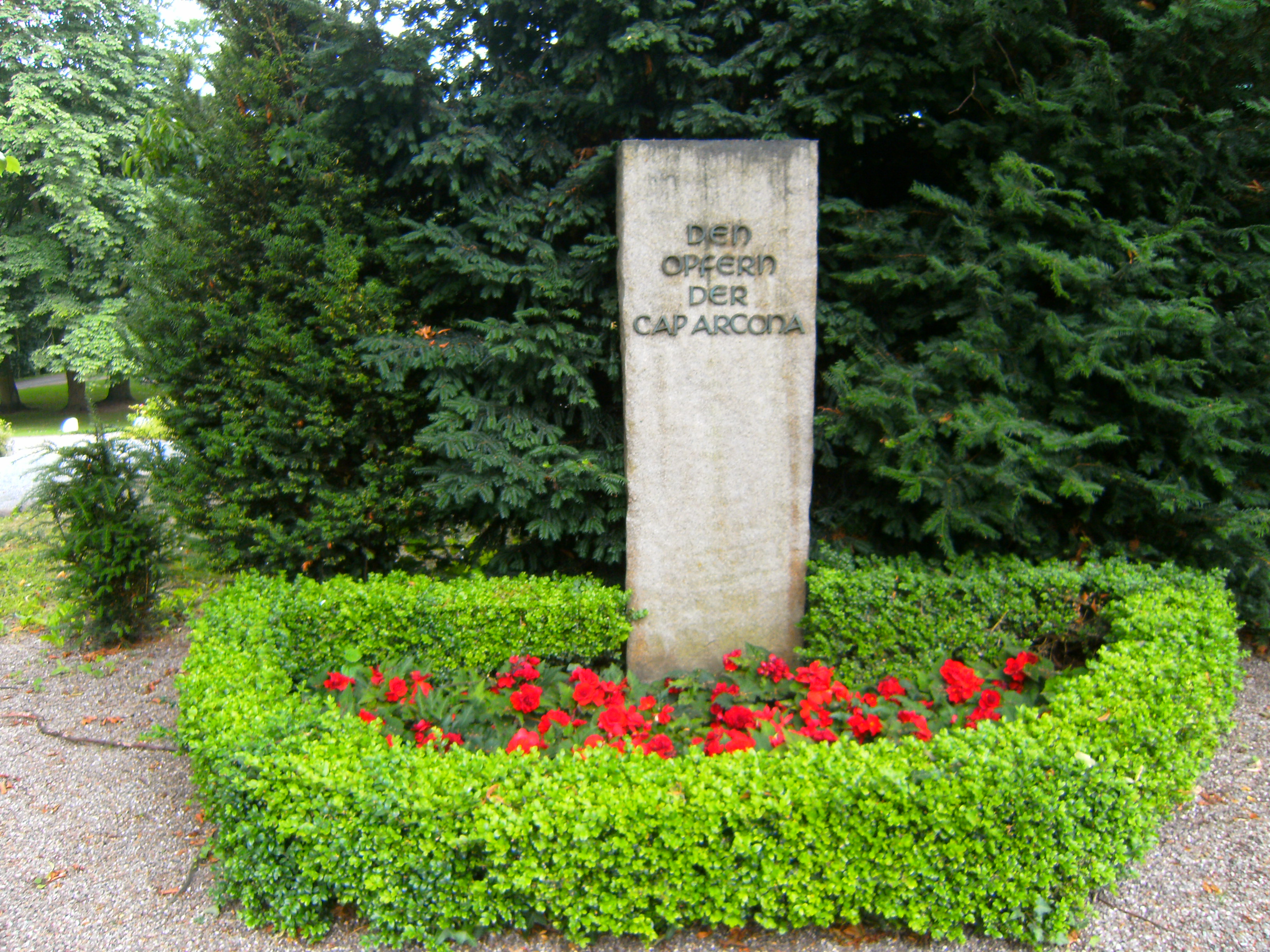
Stele auf dem Massengrab für 91 Opfer der Cap-Arcona-Katastrophe

## Gedenkstätten
In Grömitz sind 91 Opfer der Cap-Arcona-Katastrophe auf dem Friedhof hinter der St.-Nicolai-Kirche beigesetzt. Ein Gedenkstein erinnert daran. Die Nicolaikirche steht landeinwärts im alten Ortskern in der Nähe des Rathauses (Schulweg).

## Wirtschaft und Infrastruktur

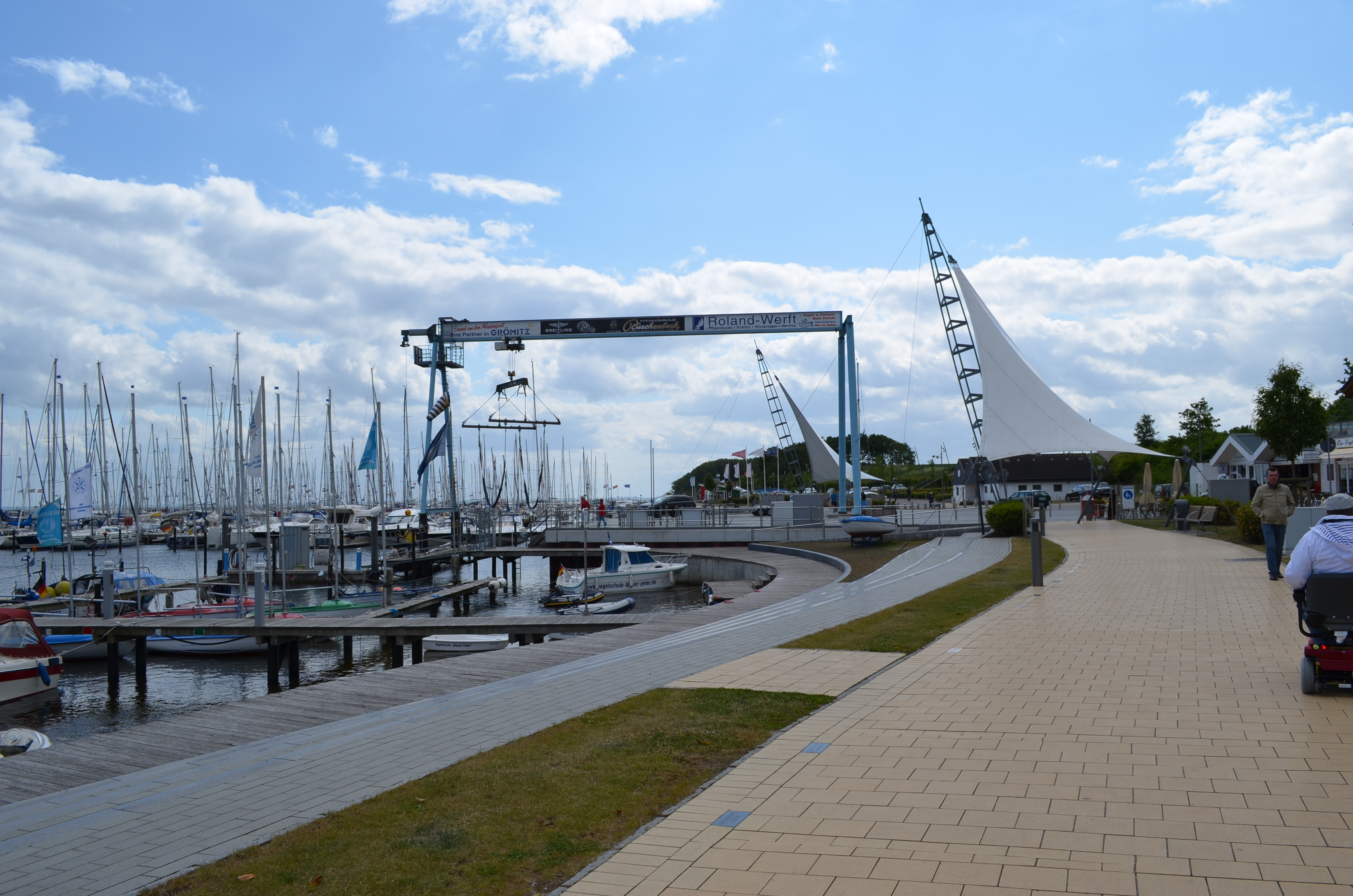
Roland-Werft

Grömitz ist nach Sankt Peter-Ording und Westerland drittwichtigster Ferienort in Schleswig-Holstein und vor Timmendorfer Strand der wichtigste an der Ostseeküste des Bundeslandes. Im Jahr 2002 buchten 96.116 Gäste, davon 413 (0,43 %) aus dem Ausland, 714.188 Übernachtungen. Der Ort verfügte über 8305 Gästebetten.

### Rettungsstation der DGzRS
Die Deutschen Gesellschaft zur Rettung Schiffbrüchiger (DGzRS) gründete 1912 die Station in Grömitz. Nach Ruderrettungsbooten kam 1949 erstmals ein Motorrettungsboot zur Station und seit 1969 liegen im Yachthafen moderne Seenotrettungskreuzer für die fest angestellten Mitarbeiter.

### Verkehr
- Die Bundesstraße 501 verbindet zwischen der Anschlussstelle 13 der Autobahn 1 (Neustadt) und Heiligenhafen Grömitz und die anderen Seebäder Wagriens an der Lübecker Bucht.
- Grömitz verfügt über keine eigene Bahnstation; die nächstgelegenen Bahnhöfe sind Neustadt und Lensahn an der Bahnstrecke Lübeck–Puttgarden.
- Mehrere Regionalbuslinien[14] verbinden Grömitz mit der Region. Einen innerörtlichen ÖPNV gibt es in Grömitz nicht.
- Der Radverkehr spielt in Grömitz eine wichtige Rolle für Einheimische, Servicekräfte und insbesondere für die Urlaubsgäste, sowohl für deren Ausflugsaktivitäten wie auch deren Nahmobilität[15]. Der Radverkehr wird im Ort weitgehend im Mischverkehr mit Kraftfahrzeugen (teilweise auf Schutzstreifen), aber auch mit Fußgängern geführt. Außerorts sind vielfach straßenbegleitende Radwege vorhanden. Grömitz' Fahrradfreundlichkeit[16] wurde bei den Fahrradklimatests des ADFC 2016 mit einer Gesamtbewertung von 3,5[17] und 2018 mit einer Gesamtbewertung von 3,6[18] bewertet; beim Fahrradklimatest 2020 hat Grömitz nicht die erforderliche Mindestanzahl von Bewertungsteilnahmen und somit kein Ergebnis erhalten.
- Der Ostseeküsten-Radweg verbindet Grömitz per Fahrrad mit allen Nachbarorten an der Ostseeküste[19] und führt innerhalb des europäischen EuroVelo-Netzes um die Ostsee[20]. Als weiterer Radfernweg führt der 530 km lange Mönchsweg von Bremen bis zur Ostseeinsel Fehmarn über Grömitz.

### Schulen
- Grundschule Grömitz, Christian-Westphal-Straße, 211 Schüler in 11 Klassen
- Gemeinschaftsschule in Grömitz, Gildestraße, 304 Schüler in 14 Klassen

Schülerzahlen aus dem Schuljahr 2019/2020

## Persönlichkeiten

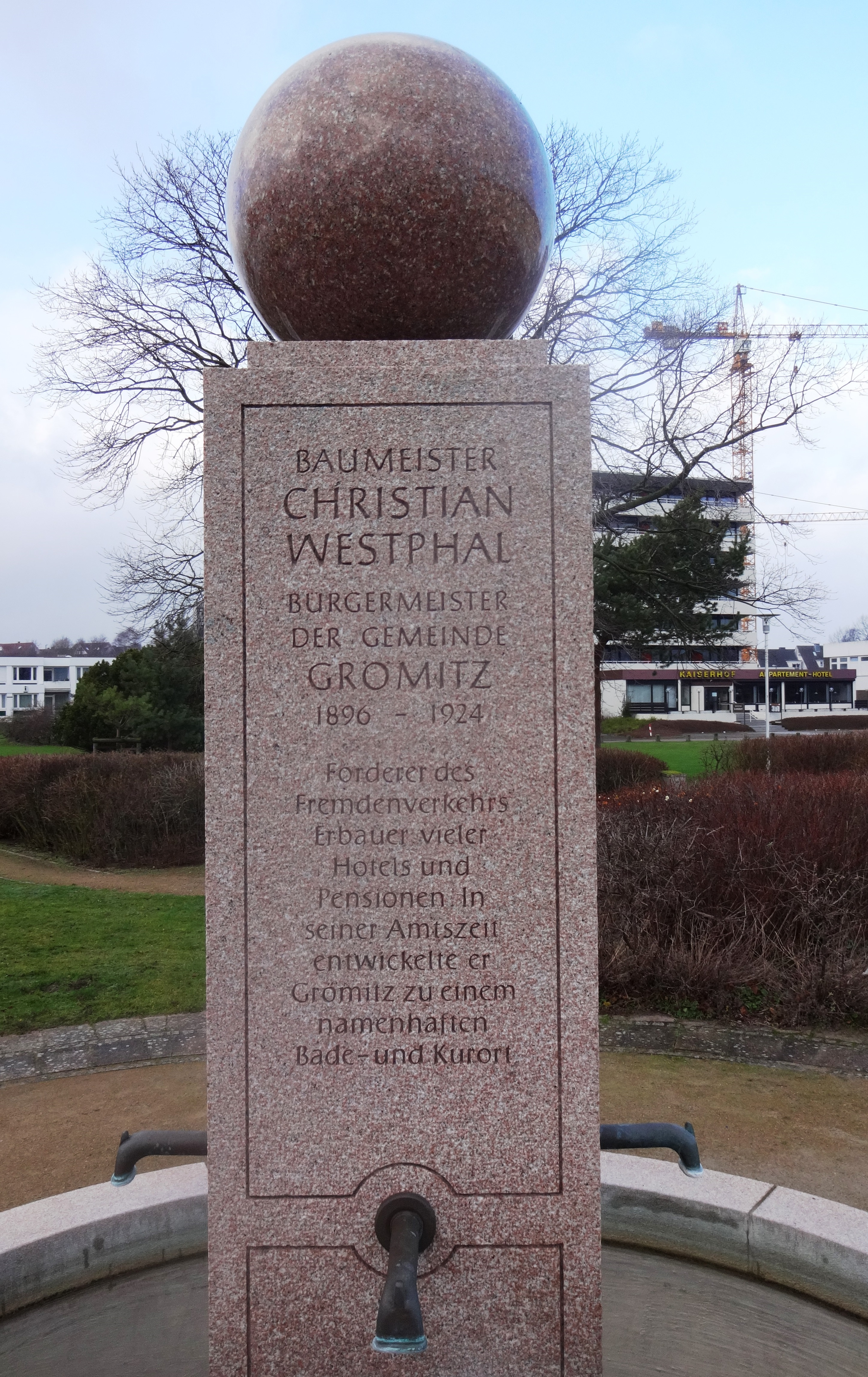
Bürgermeister-Westphal-Brunnen, Grömitz

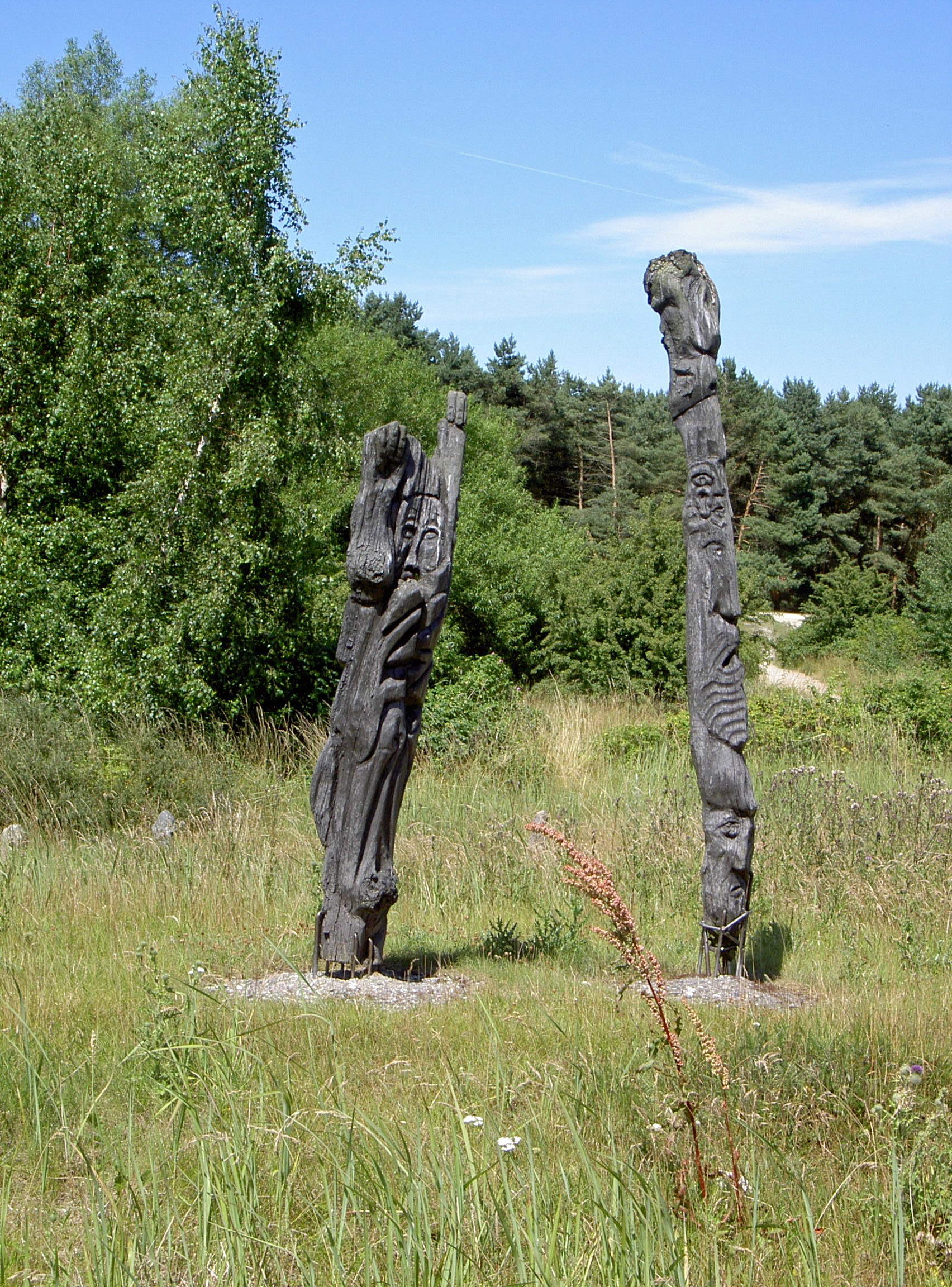
Die „Grömitzer Buhnen“, 1998 im Deichvorgelände errichtet

- Reinhard Sager (* 1959), Politiker (CDU), wurde in Suxdorf geboren
- David Reinhold von Sievers (1732–1814), großfürstlicher Landrat von Cismar
- Keith R. Kernspecht (1945–2024), Gründer der Europäischen Wing-Tsun-Organisation
- Christian Westphal, Bürgermeister von Grömitz (1896–1924)